# 涙にさよならしないか
「涙にさよならしないか」（なみだにさよならしないか）は、1999年7月23日にリリースした田原俊彦の51作目のシングル。

## 概要
デビュー20周年記念シングルとしてリリースされた。
表題曲は、日本テレビ系『THE ワイド』のエンディングテーマに起用された。

## ディスクジャケット
本作のジャケットは2種類同時に出荷されており、1種類は女性の後方で田原が携帯電話をかけている構図で、もう1種類は田原が女性を抱いている構図となっており、2種類ともジャケットおよび裏ジャケットの写真は本作の詞のテーマとリンクしている。なお、規格品番と収録曲は2種類とも同じである。

## リリース
1999年7月23日に、ガウスエンタテインメントのディス・ワンレーベルから発売された。
田原自身のシングルとしては、最後の8cmCDのリリースとなった。

## 収録曲
| 全作詞: 松井五郎、全作曲: 都志見隆、全編曲: 岩本正樹。 |                                                |          |            |      |
| #                                                      | タイトル                                       | 作詞     | 作曲・編曲 | 時間 |
| 1.                                                     | 「涙にさよならしないか」                       | 松井五郎 | 都志見隆   | 4:44 |
| 2.                                                     | 「いつも最初のキスみたいにやさしくキスしたい」 | 松井五郎 | 都志見隆   | 4:36 |
| 3.                                                     | 「涙にさよならしないか」(Original Karaoke)     | 松井五郎 | 都志見隆   | 4:44 |
| 合計時間:                                              | 合計時間:                                      | 14:04    |            |      |